# غابرييل بورتوليتو
غابرييل لورينزو بورتوليتو أوليفيرا (بالإنجليزية: Gabriel Lourenzo Bortoleto Oliveira)‏ (ولد في 14 أكتوبر 2004 في ساو باولو). هو سائق سيارات سباق برازيلي في الفورمولا واحد. يشارك حاليا كسائق لسيارات فريق ساوبر في موسم 2025.
ولد ونشأ في ساو باولو، وبدأ سباقات الكارت التنافسية في سن السابعة، وفاز بعدة ألقاب وطنية وسرعان ما أصبح واحدا من السائقين تحت نظر ورعاية بطل العالم للسائقين مرتين فرناندو ألونسو، فاز في سباقات الفورمولا 4 الإيطالية وبطولات فورمولا الإقليمية في أوروبا، قبل أن يفوز بلقبه الأول في بطولة الاتحاد الدولي للسيارات للفورمولا 3 عام 2023 مع فريق ترايدنت. ثم صعد إلى بطولة فورمولا 2 في عام 2024، وفاز بالبطولة في ذلك العام مع فريق إنفيكتا ليصبح السائق السابع في التاريخ الذي يفوز باللقب في موسمه الأول في المسابقة. 
وهو كان عضوًا في برنامج تطوير سائقي مكلارين من عام 2023 إلى عام 2024، وشارك في أول تجارب له في الفورمولا 1 على حلبة ريد بل في سبتمبر 2024، حيث قاد سيارة مكلارين MCL36. وإنضم في موسم 2025 إلى فريق ساوبر في الفورمولا 1،